# Biatlon az 1968. évi téli olimpiai játékokon
Az 1968. évi téli olimpiai játékokon a biatlon versenyszámait február 12. és 14. között rendezték Grenoble-ban. Két férfi versenyszámban osztottak érmeket, először rendeztek biatlonváltó-versenyt a téli olimpia történetében. Magyar sportoló nem vett részt a sportágban.

## Részt vevő nemzetek
A versenyeken 16 nemzet sportolói vettek részt.
- Ausztria (AUT)
- Csehszlovákia (TCH)
- Egyesült Államok (USA)
- Finnország (FIN)
- Franciaország (FRA)
- Japán (JPN)
- Kanada (CAN)
- Lengyelország (POL)
- Mongólia (MGL)
- Nagy-Britannia (GBR)
- NDK (GDR)
- NSZK (FRG)
- Norvégia (NOR)
- Románia (ROU)
- Svédország (SWE)
- Szovjetunió (URS)

## Éremtáblázat
(Az egyes számoszlopok legmagasabb értéke vagy értékei vastagítással kiemelve.)
| Az 1968. évi téli olimpiai játékok éremtáblázata biatlonban | Az 1968. évi téli olimpiai játékok éremtáblázata biatlonban | Az 1968. évi téli olimpiai játékok éremtáblázata biatlonban | Az 1968. évi téli olimpiai játékok éremtáblázata biatlonban | Az 1968. évi téli olimpiai játékok éremtáblázata biatlonban | Olimpia  |
| ----------------------------------------------------------- | ----------------------------------------------------------- | ----------------------------------------------------------- | ----------------------------------------------------------- | ----------------------------------------------------------- | -------- |
|                                                             | Ország                                                      | Arany                                                       | Ezüst                                                       | Bronz                                                       | Összesen |
| 1.                                                          | Szovjetunió (URS)                                           | 1                                                           | 1                                                           | 1                                                           | 3        |
| 2.                                                          | Norvégia (NOR)                                              | 1                                                           | 1                                                           | 0                                                           | 2        |
|                                                             |                                                             |                                                             |                                                             |                                                             |          |
| 3.                                                          | Svédország (SWE)                                            | 0                                                           | 0                                                           | 1                                                           | 1        |
|                                                             |                                                             |                                                             |                                                             |                                                             |          |
| Összesen                                                    | Összesen                                                    | 2                                                           | 2                                                           | 2                                                           | 6        |

## Érmesek
| Az 1968. évi téli olimpiai játékok érmesei biatlonban |                                                                                                   |           |                                                                         |           |                                                                                           |           |
| Versenyszám                                           | Arany                                                                                             | Arany     | Ezüst                                                                   | Ezüst     | Bronz                                                                                     | Bronz     |
| 20 km egyéni                                          | Magnar Solberg · Norvégia (NOR)                                                                   | 1:13:45,9 | Alekszandr Tyihonov · Szovjetunió (URS)                                 | 1:14:40,4 | Vlagyimir Gundarcev · Szovjetunió (URS)                                                   | 1:18:27,4 |
| 4 × 7,5 km váltó                                      | Szovjetunió (URS) · Alekszandr Tyihonov · Nyikolaj Puzanov · Viktor Mamatov · Vlagyimir Gundarcev | 2:13:02,4 | Norvégia (NOR) · Ola Wærhaug · Olav Jordet · Magnar Solberg · Jon Istad | 2:14:50,2 | Svédország (SWE) · Lars-Göran Arwidson · Tore Eriksson · Olle Petrusson · Holmfrid Olsson | 2:17:26,3 |